# 狩猎纹铜壶

## 年代
战国

## 出土地
成都市青羊小区

## 尺寸
腹径26厘米，高41.4厘米

## 馆藏地
成都博物馆
该壶壶口微微外撇，颈部瘦削，腹部椭圆，足部呈矮圈状。肩部两侧对称的有铺首衔环各一。从口部至足部，壶身表面有着七段不同的图案和纹饰，图案有羽人仙鹤图、狩猎图、三足鸟向日图等，中间由几何菱形纹、蟠螭纹、云雷纹等纹饰间隔。